# Hednakristen
Hednakristen är en kristen person som inte har judisk bakgrund, där motsatsen kallas judekristen. Historiskt avser det även hedning som omvänt till kristendomen.
Används främst i beskrivningen av den tidiga kristna kyrkan, eftersom det endast var under kyrkans första sekel som den judekristna gruppen utgjorde någon betydande del av kristenheten.
Skillnader i terminologi: Den hednakristne är en proselyt, medan den som övergår från judendom eller islam till kristendom oftast anses som en konvertit.